# Галущинский, Михаил
Михаил Галущинский (укр. Михайло Миколайович Галущинський, пол. Michał Hałuszczynski; 28 сентября 1878, Звиняч — 25 сентября 1931, Львов) — украинский политик и деятель образования Австро-Венгрии и Второй Речи Посполитой, вице-маршалок сената с 1928 по 1930 год, депутат сейма III каденции. Член Научного общества имени Тараса Шевченко.
Родился в семье греко-католического священника. После окончания университета работал с 1901 года преподавателем украинского языка в школах Галиции. В 1912—1918 годах был директор украинскоязычной гимназии в Рогатине.
Во время Первой мировой войны был командиром легиона украинских сечевых стрельцов, затем секретарём УСС при верховном командовании австро-венгерской армии. Участвовал в Польско-украинский войне, в том числе в битве за Львов.
В начале 1920-х годов был профессором тайного украинского университета во Львове. Из-за протеста, поданного им против приказа начальника Львовского школьного округа Станислава Собиньского, направленного против права на украинскоязычное образование, был в 1924 году уволен из государственных школ и лишён права на пенсию. После освобождения работал в сфере частного украинскоязычного образования. После нескольких лет судебных разбирательств ему было предоставлено право на так называемую малую пенсию. В 1923—1931 годах был председателем общества «Просвита».
Был одним из основателей Украинского национально-демократического объединения (УНДО), сенатором II каденции, вице-маршалом Сената и председателем культурно-образовательной комиссии. Был депутатом сейма III каденции. В 1930—1931 годах вместе с Остапом Луцким и Василием Мудрым стоял во главе фракции УНДО, стремившейся к заключению компромисса с польскими властями. В феврале 1931 года участвовал в переговорах между BBWR и Украинским парламентским представительством по данному вопросу.